# Aadorf
Aadorf és un municipi del cantó de Turgòvia (Suïssa), situat al districte de Frauenfeld.